# Pete Rock
Pete Rock er en amerikansk producer, DJ og rapper. Han er født Peter Phillips den 21. juni, 1970 i New York-bydelen Bronx. Pete Rock slog sit navn fast sammen med rapperen CL Smooth, i den anmelderroste gruppe Pete Rock & C.L. Smooth, i starten af halvfemserne. Makkerskabet førte til tre udgivelser, EP'en "All Souled Out" fra 1991 og de to album "Mecca And The Soul Brother" og "The Main Ingredient" fra henholdvist 1992 og 1994. Efter "The Main Ingredient" gik Pete Rock og CL Smooth hver til sit, men har dog samarbejdet på enkelte numre siden hen. 
Pete Rock udsendte i 1998 sit første soloalbum "Soul Survivor", et album hvor han hovedsageligt fungerede som producer, selvom han bidrog med enkelte vers på de fleste af albummets numre. Albummet havde en stjernespækket gæsteliste af respekterede rappere og sangere, blandt andet Raekwon, Methodman, Ghostface Killah, O.C., Kool G Rap, Big Pun og Common, og opnåede kæmpe succes i undergrunden. Tre år senere udgav han albummet "PeteStrumentals", et album som, bortset fra to numre, hovedsageligt bestod af instrumentalnumre. 

## Produktionsstil
Selvom Pete Rock kan skrive både DJ og rapper på sit CV, er det hans rolle som producer, han har høstet mest respekt for. Pete Rock's produktioner er samplebaserede, afslappede og ofte fulde af variation. Han gør ofte brug af flere forskellige samples på det samme nummer. På Ed O.G.-nummeret "Boston" gør han fx både brug af Bob Marley-nummeret "Concrete Jungle" og Mandrill-nummeret "Aspiration Flame". Han benytter desuden bas samples fra andre numre til at skabe nye bassline. Hans trommer samples fra Jazz og funk, redigeres så de gøres ukendelige, og spilles til sidst i en hel ny rytme.
Pete Rock gør ofte brug af enkelte loops fra soul- og jazz-numre som filtreres (frekvensen ændres), hvorefter han skaber nye basslines og benytter andre samples henover grundloopet. Denne fremgangsmetode udviklede han i løbet af halvfemserne, og netop denne arbejdsproces gør hans produktioner sjældent unikke. 

## Samarbejder
Udover hans tætte samarbejde med CL Smooth i starten af halvfemserne, har han været del af gruppen INI, som udover Pete Rock, bestod af hans
lillebror Grap Luva, Rass og Rob-O. De havde albummet, "Center Of Attention" klar i 1995, og selvom de udgav en single, "Fakin' Jax", som senere er gået hen og blevet et undergrundshit, valgte pladeselskabet Elektra Records ikke at udgive albummet, da det ikke var kommercielt nok i sit lydbillede. Pladeselskabet ville have mere radiovenlige beats, men Pete Rock nægtede at gå på kompromis med sin egen lyd. Han udgav dog albummet på sit eget selskab i 2003. 
Pete Rock producerede også en del af gruppen The UN's album "UN Or U Out" som udkom i 2004, og har desuden haft tætte samarbejder med flere af New York-kollektivet Wu-Tang Clan's medlemmer.

## Diskografi
Soloprojekter
- Soul Survivor (1998)
- PeteStrumentals (2001)
- Lost & Found: Hip Hop Underground Soul Classics (2003)
- Soul Survivor II (2004)
- The Surviving Elements: From Soul Survivor II Sessions (2005)
- NY's Finest

Projekter i samarbejde med CL Smooth
- All Souled Out (1991)
- Mecca and the Soul Brother (1992)
- The Main Ingredient (1994)

Opsamlinger
- Pete's Treats (1999)
- Diggin' On Blue (1999)
- Good Life: The Best of Pete Rock & CL Smooth (2003)
- Underground Classics (2006)